# Filatelia

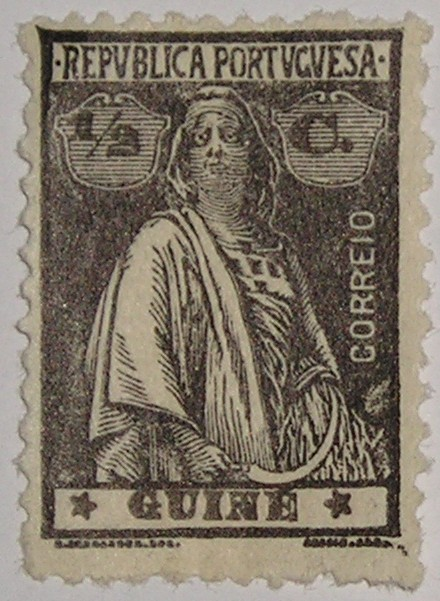
Selo da Guiné Portuguesa, usado entre 1910 e 1930, do tipo "Ceres".

Filatelia é o estudo e o colecionismo de selos postais e materiais relacionados. A filatelia tem várias áreas de estudo, a saber: filatelia tradicional, história postal, pré-filatelia, marcofilia, inteiros postais, filatelia temática, aerofilatelia, astrofilatelia, maximafilia, filatelia juvenil, literatura filatélica, selos fiscais, classe aberta e um quadro.
O objetivo deste hobby é selecionar selos para compor uma coleção, que pode ser geral ou temática. Existem coleções que além dos selos possui informações sobre o tema, parâmetro utilizado por muitas pessoas nas coleções temáticas.
Enquanto entre as coleções gerais, pode-se dizer que se dividem em mundo e país. É frequente encontrar coleções com apenas selos de um país, assim como de qualquer lugar do mundo. Quando não seguem nenhum critério este tipo de coleção é usual entre iniciantes.
Apesar de diferenças entre os vários tipos de coleções, além do que foi dito, um único ideal une os filatelistas de todo o mundo: a vontade de conhecer mais sobre um lugar, objeto, pessoa, país, etc. É o conhecimento que estimula os filatelistas a continuar com seu hobby apesar da diminuição das correspondências via Correios.

## História

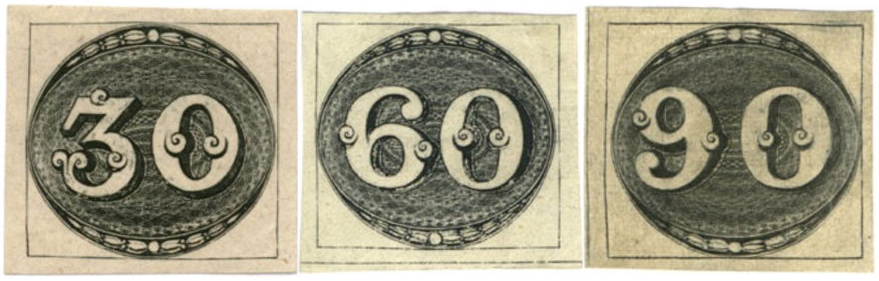
Olho de boi primeiro selo impresso no Brasil.

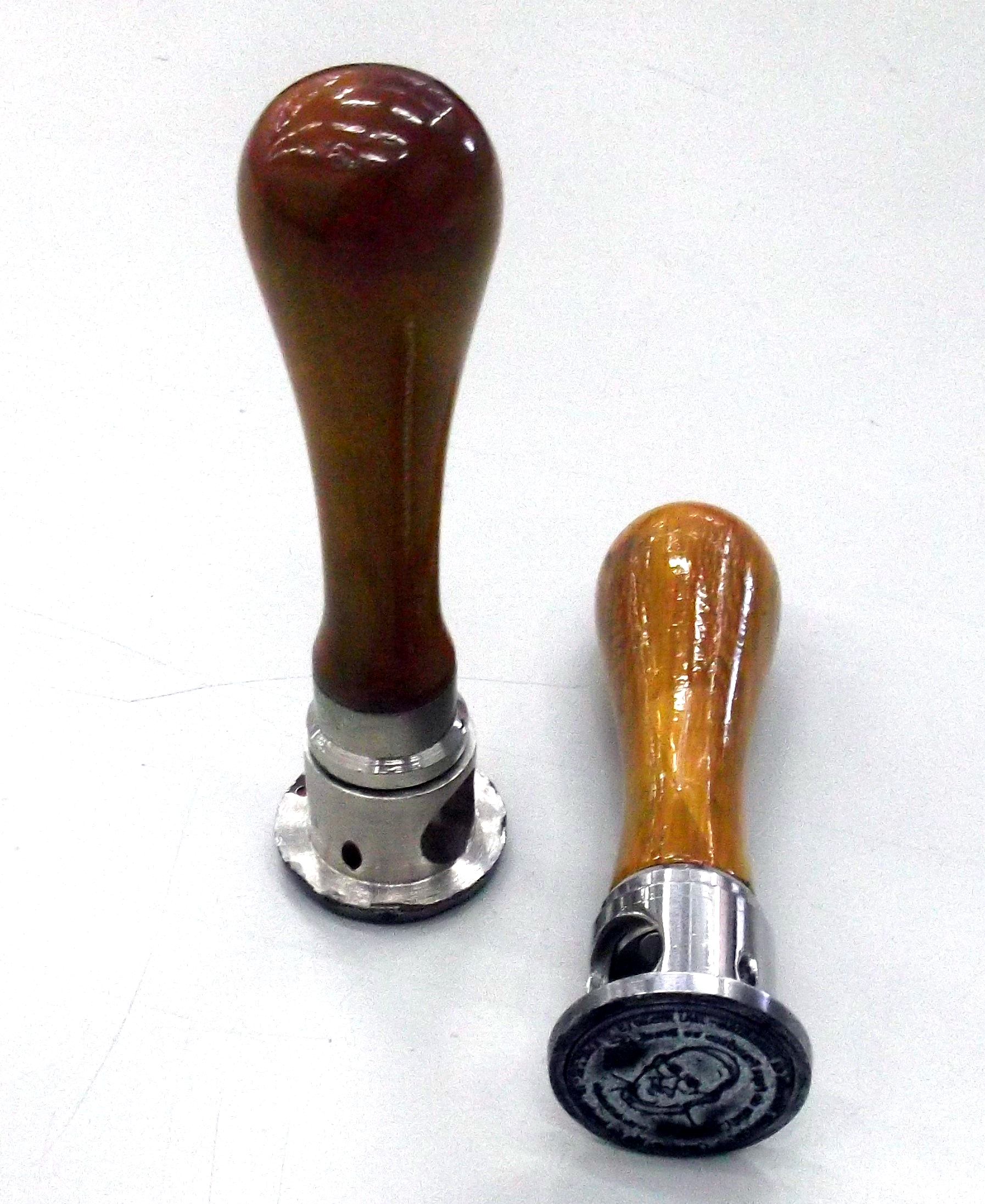
Carimbo obliterador do selo emitido pela Empresa Brasileira de Correios e Telégrafos sobre a Jornada Mundial da Juventude, com a efígie do Papa Francisco

A filatelia conta com mais de 40 milhões de adeptos (somente na China são 30 milhões de colecionadores, nos EUA são quase 2 milhões de pessoas, etc.) e movimenta aproximadamente U$ 16 bilhões de dólares por ano. No Brasil, segundo país do mundo que emitiu selos, essa atividade é tida como uma das mais ricas do planeta, onde o famoso Olho-de-boi, precursor da filatelia brasileira, foi impresso em 1843.
A Inglaterra, terra que criou o selo no século XIX, em 1840, também se destaca com a Exposição Filatélica Mundial, evento que acontece a cada dez anos. (A última exposição foi no ano de 2000). Em 1856, o selo, também em Londres, surgiu pela primeira vez como passatempo e atividade comercial, com a abertura da casa filatélica Stanley Gibbons considerada a equivalente ao Índice Dow Jones, uma vez que ela realiza avaliações de preços de selos em nível mundial.
A atividade não é apenas lúdica e continua cada vez mais valorizada: a quadra (quatro selos juntos) com a imagem do avião Jenny, o selo mais caro dos Estados Unidos, foi vendida há pouco por quase US$ 3 milhões. A popularidade do setor também anda de vento em popa, graças à internet: ao digitar-se a palavra filatelia no Google, pode-se contemplar mais de 2,6 milhões de páginas, fora a palavra philately, que rende 2,1 milhões de sítios adicionais. Se a busca for restrita ao Brasil, chega-se ao número também significativo de 205 mil. Somente o site da Stanley Gibbons conta mensalmente com 30 milhões de visitas.

### História em Portugal
Em Portugal, a primeira emissão de selos teve lugar em 1853, com mais de sete milhões e quinhentas mil gravações, utilizando três cunhos diferentes do abridor da Casa da Moeda. Foi representado o busto da rainha D. Maria II, inspirado no modelo inglês, e os selos foram impressos um a um em folhas de 24 exemplares não denteados e dispostos irregularmente. As taxas associadas a estas emissões foram de 5, 25, 50 e 100 reis. As cores das emissões foram castanho avermelhado (5 reis), azul (25 reis), verde amarelado (50 reis) e lilás (100 reis). 
O primeiro selo impresso sem relevo e pelo sistema tipográfico, emitido em massa (cerca de 98 milhões e 300 mil), foi o Legenda "JORNAES", com a franquia de 2,5 reis, em 1876 e reimpresso em 1885 e 1905.
Em 1884, surgiu um selo com o valor numa oval e, em 1894, o primeiro selo comemorativo, homenageando o 5º centenário do nascimento do Infante D. Henrique. No ano seguinte seria comemorado o sétimo centenário do nascimento de Santo António de Lisboa, que teria a curiosidade de no verso ter a seguinte inscrição: “Centenário de Santo António MCXCV * MDCCCXCV” “O língua benedicta, quae Dominum semper benedixisti et alios benedicere docuisti: nunc perspicue cernitur quanti meriti fueris apud deum” S. Boaventura (cuja tradução é: “Oh língua bendita, que sempre louvaste o Senhor e ensinaste os outras a louvar: agora claramente se vê quanto merecimento tiveste junto de Deus.”) S. Boaventura”. Em 1898, existiu nova emissão comemorativa com o tema do quarto centenário da descoberta do caminho marítimo para a Índia. Estes selos em 1910, com a implantação da República, seriam marcados com a sobrecarga "REPUBLICA", tendo sido Portugal o primeiro país do mundo a indicar num selo uma mudança de regime, com essa mesma sobrecarga.
O selo tipo "Ceres" foi o primeiro emitido pelo novo regime republicano, em 1912 e com a nova moeda, o escudo. Foram emitidos com taxa em centavos, com selos de 1/4 em sépia, de 1/2 em preto, de 1 em verde escuro, de 1-1/2 em castanho, de 2 em carmim, de 2-1/2 em violeta, de 5 em azul, de 7-1/2 em bistre, de 8 em ardósia, de 10 em tijolo, de 15 em lilás vermelho, de 20 em castanho s/ verde, de 30 em castanho s/ rosa, de 50 em laranja s/ salmão, e finalmente de 1 Escudo em verde escuro s/ azul.

## Associativismo
Em cada país existem inúmeras agremiações filatélicas (clubes, associações, núcleos, etc.), a maioria delas estruturadas em federações nacionais como é o caso da Federação Portuguesa de Filatelia (FPF) e da Federação Brasileira de Filatelia (FEBRAF). Por sua vez, as federações nacionais, estruturam-se em federações continentais. Assim a FPF integra a Federação Europeia de Sociedades Filatélicas (FEPA), a FEBRAF e a Federação Inter-Americana de Filatelia (FIAF). As federações continentais por sua vez, são membros associados da Federação Internacional de Filatelia (FIP), a qual coordena e superintende a nível mundial todas as atividades da filatelia organizada.
Em Portugal, o Clube Filatélico de Portugal fundado a 27 de outubro de 1943, é o clube mais antigo e com maior número de associados.[carece de fontes?]

### Federação Brasileira de Filatelia

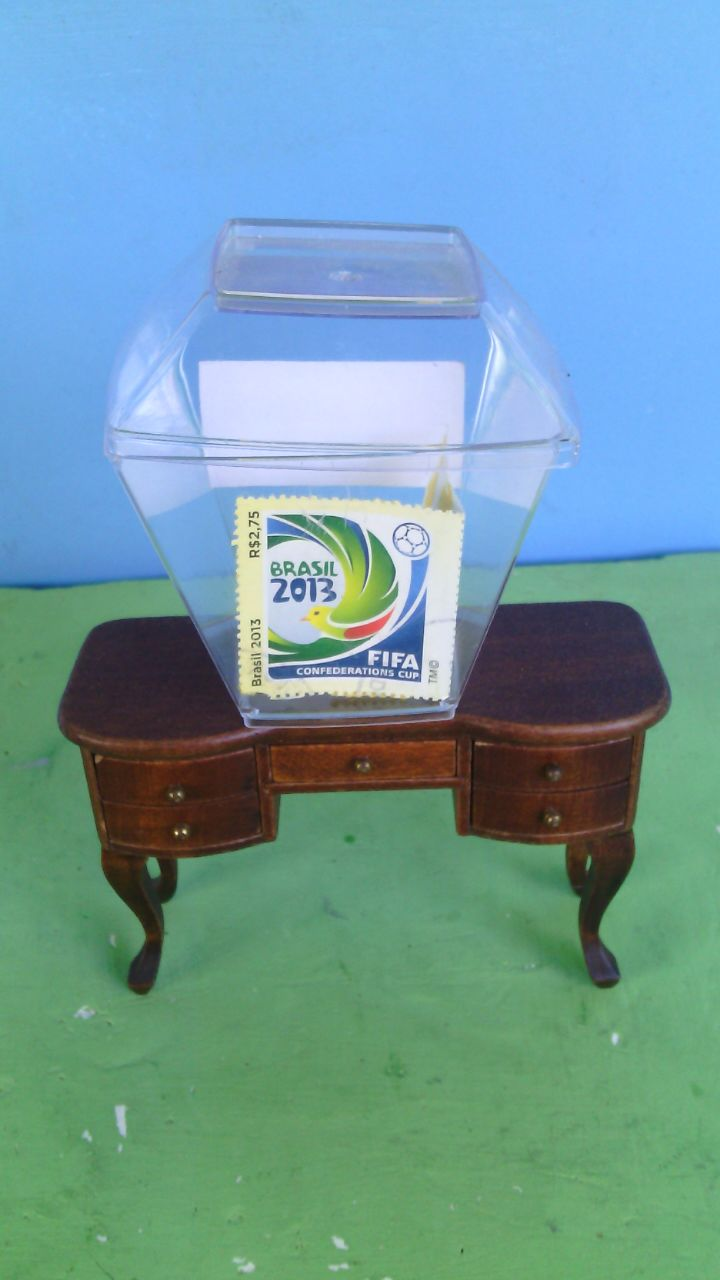
Mini expositor com selo da Copa das Confederações FIFA de 2013.

No Brasil, a Federação Brasileira de Filatelia (FEBRAF) foi fundada em 17 de dezembro de 1976. É uma sociedade civil de caráter cultural, sem fins lucrativos, destinada a promover e integrar as atividades filatélicas no país, assim como representá-lo internacionalmente. Tem sede na cidade do Rio de Janeiro e por foro administrativo na cidade de domicílio do presidente em exercício, (atualmente Brasília). Atende seus filiados por via postal, por telefone, pela internet, por fax e pessoalmente, quando dos eventos realizados. É filiada à Federação Internacional de Filatelia (FIP) e à Federação Interamericana de Filatelia (FIAF).